# Saint-Amans-Valtoret
Saint-Amans-Valtoret est une commune française située dans le département du Tarn, en région Occitanie. Sur le plan historique et culturel, la commune est dans la Montagne Noire, un massif montagneux constituant le rebord méridional du Massif central.
Exposée à un climat océanique altéré, elle est drainée par le Thoré, l'Arn, le ruisseau de Candesoubre, le ruisseau de la Truite, le ruisseau de la Ville, le ruisseau de Peyreillès, le ruisseau de Peyroux et par divers autres petits cours d'eau. Incluse dans le parc naturel régional du Haut-Languedoc, la commune possède un patrimoine naturel remarquable composé de trois zones naturelles d'intérêt écologique, faunistique et floristique.
Saint-Amans-Valtoret est une commune rurale qui compte 862 habitants en 2022, après avoir connu un pic de population de 2 749 habitants en 1851. Elle est dans l'unité urbaine de Saint-Amans-Soult et fait partie de l'aire d'attraction de Mazamet. Ses habitants sont appelés les Saint-Amantais ou  Saint-Amantaises.

## Géographie

### Localisation
Saint-Amans-Valtoret est une commune située au cœur du parc naturel régional du Haut-Languedoc, à 7 km à l'est de Mazamet, sur l'axe Castres - Béziers.

### Communes limitrophes
Saint-Amans-Valtoret est limitrophe de neuf autres communes.
Les communes limitrophes sont  Albine, Anglès, Bout-du-Pont-de-Larn, Lasfaillades, Le Vintrou, Pont-de-Larn, Rouairoux, Saint-Amans-Soult et Sauveterre.
| Le Vintrou               | Lasfaillades (par un quadripoint) | Anglès                        |
| Pont-de-Larn (sur 150 m) | Saint-Amans-Valtoret              | Rouairoux                     |
| Bout-du-Pont-de-Larn     | Saint-Amans-Soult                 | Sauveterre (sur 50 m), Albine |

### Voies de communication et transports
La commune est accessible par la route départementale 612, qui traverse la commune d'ouest en est, et qui transite entre Albi et Montpellier.
La ligne 762 du réseau régional liO assure la desserte de la commune, en la reliant à Castres et à Saint-Pons-de-Thomières.

### Hydrographie
La commune est dans le bassin de la Garonne, au sein du bassin hydrographique Adour-Garonne. Elle est drainée par le Thoré, l'Arn, le ruisseau de Candesoubre, le ruisseau de la Truite, le ruisseau de la Ville, le ruisseau de Peyreillès, le ruisseau de Peyroux, un bras du Thoré, un bras du Thoré, Rec Dal Fau, Rec de Bascaud, Rec de Carla, Rieu Pégé, le ruisseau de la Cave, et par divers petits cours d'eau, qui constituent un réseau hydrographique de 56 km de longueur totale,.
Le Thoré, d'une longueur totale de 61,6 km, prend sa source dans la commune de Rieussec et s'écoule d'est en ouest. Il traverse la commune et se jette dans l'Agout à Navès, après avoir traversé 20 communes.
L'Arn, d'une longueur totale de 55,7 km, prend sa source dans la commune de Fraisse-sur-Agout et s'écoule d'est en ouest. Il traverse la commune et se jette dans le Thoré à Bout-du-Pont-de-Larn, après avoir traversé 9 communes.
Le ruisseau de Candesoubre, d'une longueur totale de 16,2 km, prend sa source dans la commune de Cassagnoles et s'écoule du sud-ouest vers le nord-est puis vers le nord-ouest. Il traverse la commune et se jette dans le Thoré sur le territoire communal, après avoir traversé 7 communes.

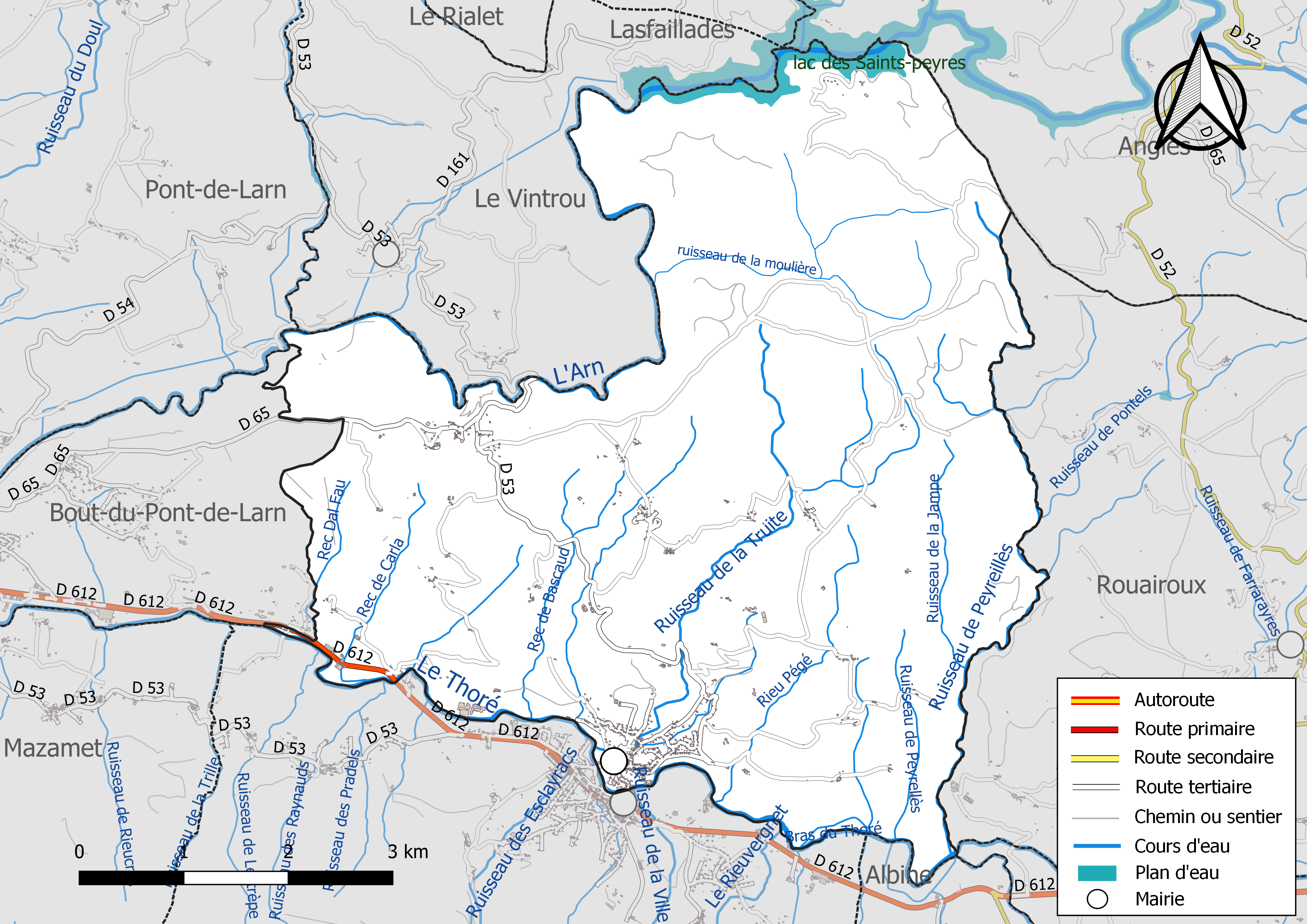
Réseaux hydrographique et routier de Saint-Amans-Valtoret.

### Climat
Pour des articles plus généraux, voir Climat de l'Occitanie et Climat du Tarn.
En 2010, le climat de la commune est de type climat méditerranéen altéré, selon une étude du Centre national de la recherche scientifique s'appuyant sur une série de données couvrant la période 1971-2000. En 2020, Météo-France publie une typologie des climats de la France métropolitaine dans laquelle la commune est exposée à un climat océanique altéré et est dans une zone de transition entre les régions climatiques « Aquitaine, Gascogne » et « Provence, Languedoc-Roussillon ».
Pour la période 1971-2000, la température annuelle moyenne est de 13,4 °C, avec une amplitude thermique annuelle de 15,4 °C. Le cumul annuel moyen de précipitations est de 1 182 mm, avec 9,5 jours de précipitations en janvier et 5 jours en juillet. Pour la période 1991-2020, la température moyenne annuelle observée sur la station météorologique de Météo-France la plus proche, « Rouairoux », sur la commune de Rouairoux à 6 km à vol d'oiseau, est de 13,0 °C et le cumul annuel moyen de précipitations est de 1 653,1 mm. 
La température maximale relevée sur cette station est de 42 °C, atteinte le 13 août 2003 ; la température minimale est de −11,5 °C, atteinte le 9 février 2012,,.
Les paramètres climatiques de la commune ont été estimés pour le milieu du siècle (2041-2070) selon différents scénarios d'émission de gaz à effet de serre à partir des nouvelles projections climatiques de référence DRIAS-2020. Ils sont consultables sur un site dédié publié par Météo-France en novembre 2022.

### Milieux naturels et biodiversité

#### Espaces protégés
La protection réglementaire est le mode d’intervention le plus fort pour préserver des espaces naturels remarquables et leur biodiversité associée,.
La commune fait partie du parc naturel régional du Haut-Languedoc, créé en 1973 et d'une superficie de 307 184 ha, qui s'étend sur 118 communes et deux départements. Implanté de part et d’autre de la ligne de partage des eaux entre Océan Atlantique et mer Méditerranée, ce territoire est un véritable balcon dominant les plaines viticoles du Languedoc et les étendues céréalières du Lauragais,

#### Zones naturelles d'intérêt écologique, faunistique et floristique
L’inventaire des zones naturelles d'intérêt écologique, faunistique et floristique (ZNIEFF) a pour objectif de réaliser une couverture des zones les plus intéressantes sur le plan écologique, essentiellement dans la perspective d’améliorer la connaissance du patrimoine naturel national et de fournir aux différents décideurs un outil d’aide à la prise en compte de l’environnement dans l’aménagement du territoire.
Deux ZNIEFF de type 1 sont recensées sur la commune :
les « gorges du Banquet » (396 ha), couvrant 4 communes du département, et 
les « sagnes du puech Balmes » (13 ha)
et une ZNIEFF de type 2, : 
les « sagnes du plateau d'Anglès et bassin versant de l'Arn » (9 725 ha), couvrant 10 communes dont deux dans l'Hérault et huit dans le Tarn.

Carte des ZNIEFF de type 1 et 2 à Saint-Amans-Valtoret.
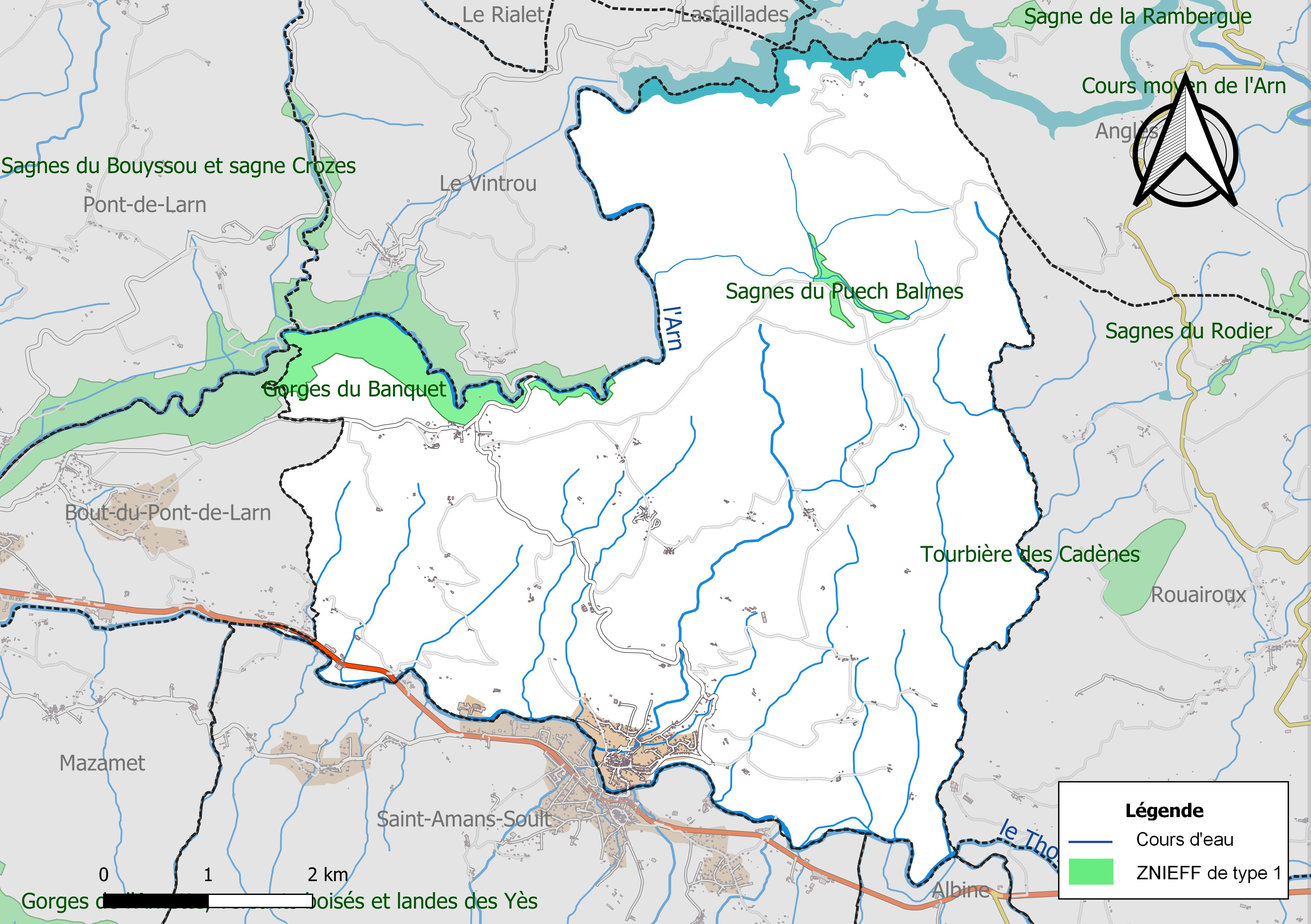
Carte des ZNIEFF de type 1 sur la commune.
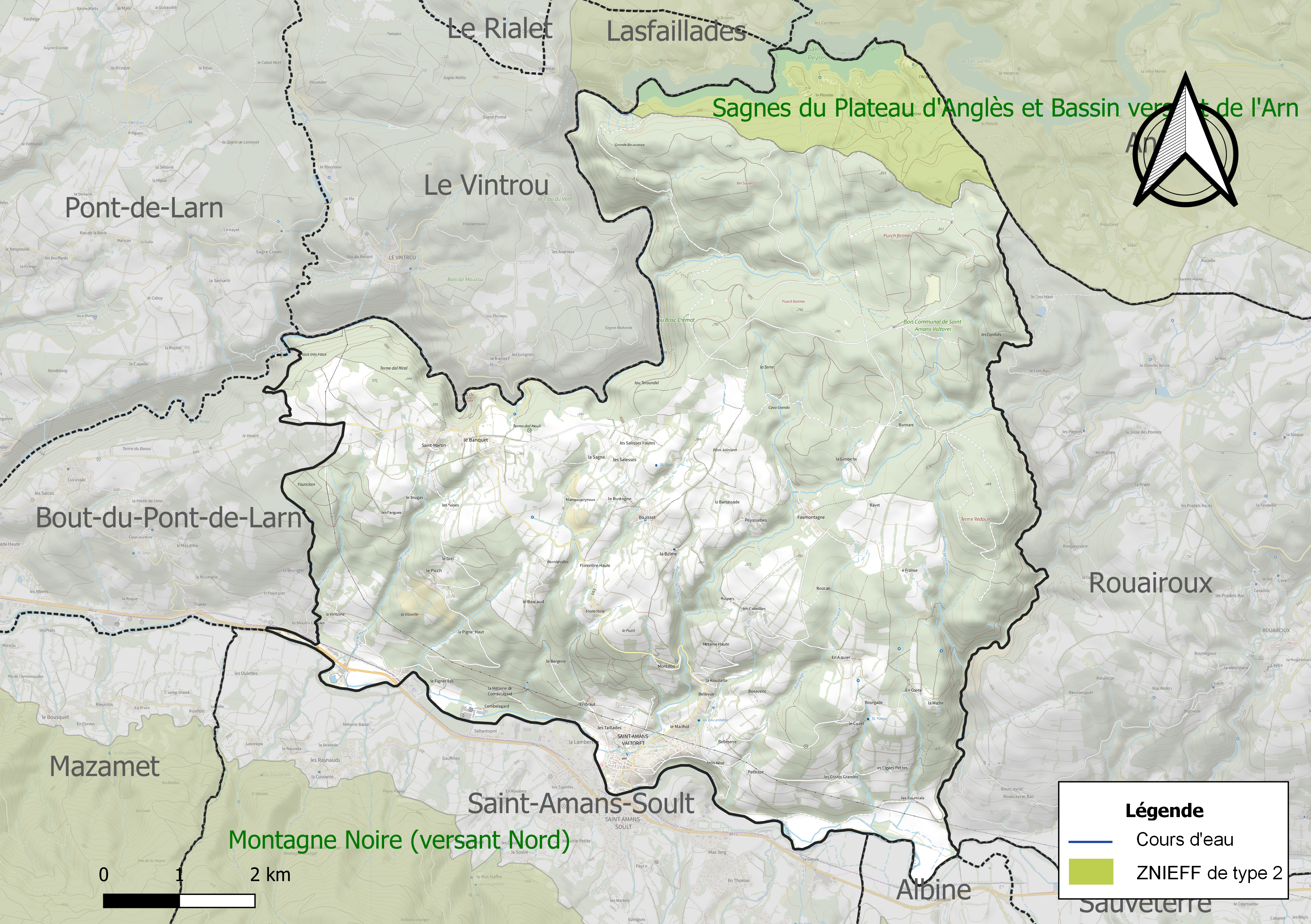
Carte de la ZNIEFF de type 2 sur la commune.

## Urbanisme

### Typologie
Au 1er janvier 2024, Saint-Amans-Valtoret est catégorisée bourg rural, selon la nouvelle grille communale de densité à sept niveaux définie par l'Insee en 2022.
Elle appartient à l'unité urbaine de Saint-Amans-Soult, une agglomération intra-départementale regroupant deux  communes, dont elle est une commune de la banlieue,,. Par ailleurs la commune fait partie de l'aire d'attraction de Mazamet, dont elle est une commune de la couronne,. Cette aire, qui regroupe 4 communes, est catégorisée dans les aires de moins de 50 000 habitants,.

### Occupation des sols
L'occupation des sols de la commune, telle qu'elle ressort de la base de données européenne d’occupation biophysique des sols Corine Land Cover (CLC), est marquée par l'importance des forêts et milieux semi-naturels (61,7 % en 2018), une proportion sensiblement équivalente à celle de 1990 (61,8 %). La répartition détaillée en 2018 est la suivante : 
forêts (58,5 %), prairies (35,3 %), milieux à végétation arbustive et/ou herbacée (3,2 %), zones urbanisées (1,6 %), eaux continentales (1,4 %). L'évolution de l’occupation des sols de la commune et de ses infrastructures peut être observée sur les différentes représentations cartographiques du territoire : la carte de Cassini (XVIIIe siècle), la carte d'état-major (1820-1866) et les cartes ou photos aériennes de l'IGN pour la période actuelle (1950 à aujourd'hui).

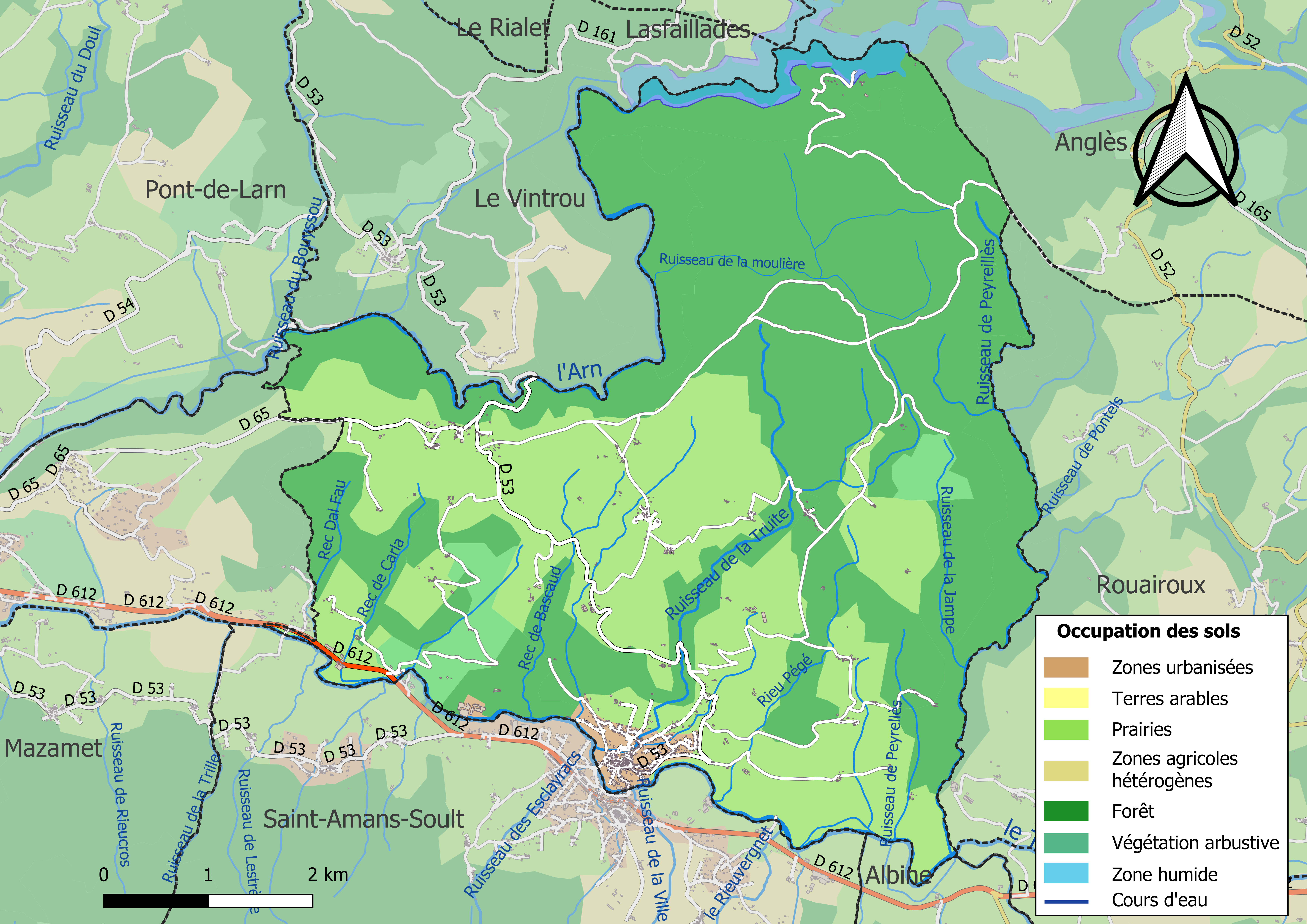
Carte des infrastructures et de l'occupation des sols de la commune en 2018 (CLC).

### Risques majeurs
Le territoire de la commune de Saint-Amans-Valtoret est vulnérable à différents aléas naturels : météorologiques (tempête, orage, neige, grand froid, canicule ou sécheresse), inondations, feux de forêts, mouvements de terrains et séisme (sismicité très faible). Il est également exposé à deux risques technologiques,  le transport de matières dangereuses et la rupture d'un barrage, et à un risque particulier : le risque de radon. Un site publié par le BRGM permet d'évaluer simplement et rapidement les risques d'un bien localisé soit par son adresse soit par le numéro de sa parcelle.

#### Risques naturels
Certaines parties du territoire communal sont susceptibles d’être affectées par le risque d’inondation par débordement de cours d'eau, notamment le Thoré, l'Arn et le ruisseau de Candesoubre. La cartographie des zones inondables en ex-Midi-Pyrénées réalisée dans le cadre du XIe Contrat de plan État-région, visant à informer les citoyens et les décideurs sur le risque d’inondation, est accessible sur le site de la DREAL Occitanie. La commune a été reconnue en état de catastrophe naturelle au titre des dommages causés par les inondations et coulées de boue survenues en 1982, 1995, 1999, 2011, 2017 et 2018,.
Saint-Amans-Valtoret est exposée au risque de feu de forêt. En 2022, il n'existe pas de Plan de Prévention des Risques incendie de forêt (PPRif). Le débroussaillement aux abords des maisons constitue l’une des meilleures protections pour les particuliers contre le feu,.

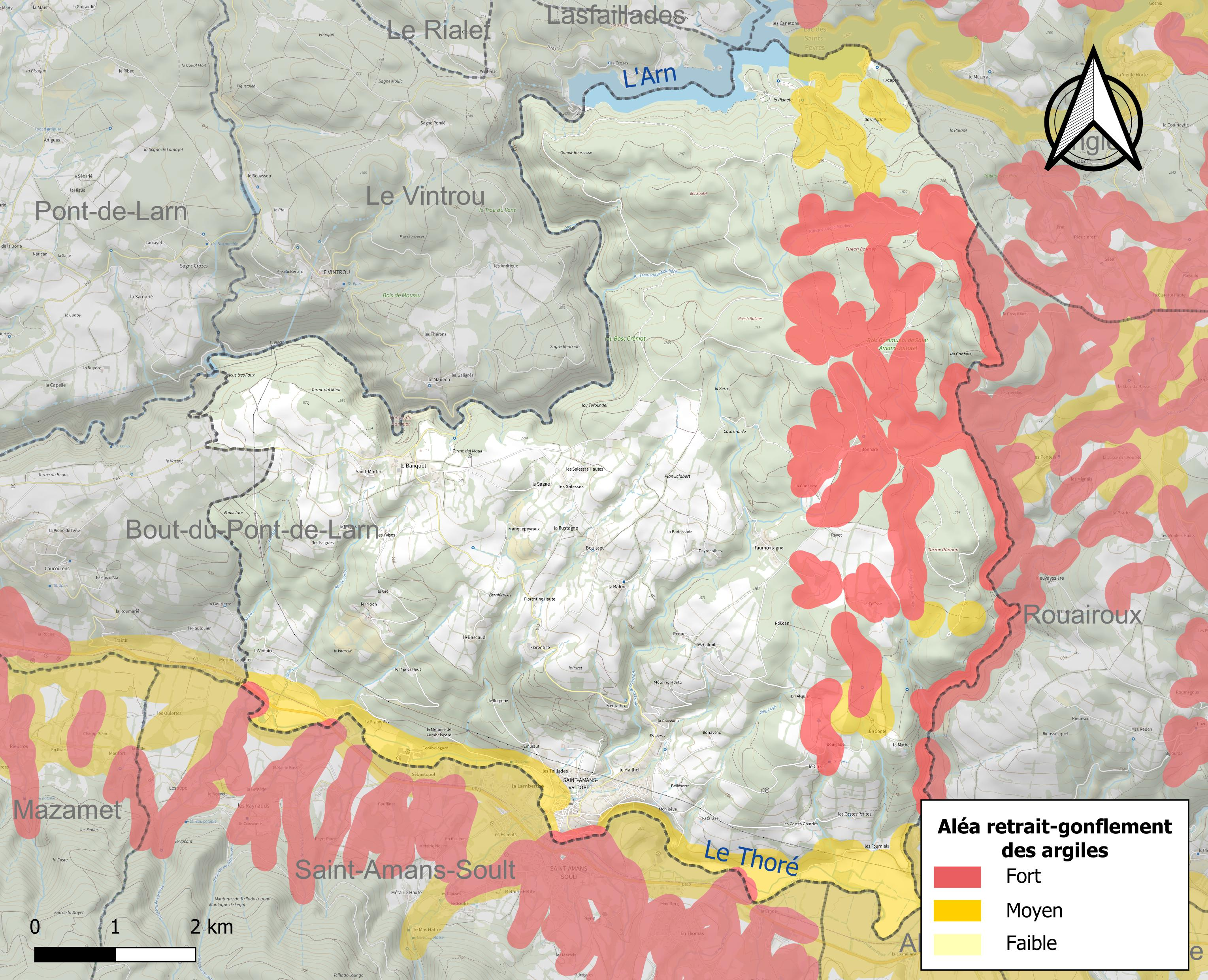
Carte des zones d'aléa retrait-gonflement des sols argileux de Saint-Amans-Valtoret.

La commune est vulnérable au risque de mouvements de terrains constitué principalement du retrait-gonflement des sols argileux. Cet aléa est susceptible d'engendrer des dommages importants aux bâtiments en cas d’alternance de périodes de sécheresse et de pluie. 22 % de la superficie communale est en aléa moyen ou fort (76,3 % au niveau départemental et 48,5 % au niveau national). Sur les 537 bâtiments dénombrés sur la commune en 2019, 83 sont en aléa moyen ou fort, soit 15 %, à comparer aux 90 % au niveau départemental et 54 % au niveau national. Une cartographie de l'exposition du territoire national au retrait gonflement des sols argileux est disponible sur le site du BRGM,.
Par ailleurs, afin de mieux appréhender le risque d’affaissement de terrain, l'inventaire national des cavités souterraines permet de localiser celles situées sur la commune.

#### Risques technologiques
Le risque de transport de matières dangereuses sur la commune est lié à sa traversée par des infrastructures routières ou ferroviaires importantes ou la présence d'une canalisation de transport d'hydrocarbures. Un accident se produisant sur de telles infrastructures est susceptible d’avoir des effets graves sur les biens, les personnes ou l'environnement, selon la nature du matériau transporté. Des dispositions d’urbanisme peuvent être préconisées en conséquence.
La commune est en outre située en aval d'un barrage de classe A. À ce titre elle est susceptible d’être touchée par l’onde de submersion consécutive à la rupture de cet ouvrage.

#### Risque particulier
Dans plusieurs parties du territoire national, le radon, accumulé dans certains logements ou autres locaux, peut constituer une source significative d’exposition de la population aux rayonnements ionisants. Certaines communes du département sont concernées par le risque radon à un niveau plus ou moins élevé. Selon la classification de 2018, la commune de Saint-Amans-Valtoret est classée en zone 3, à savoir zone à potentiel radon significatif.

## Histoire
L'origine du bourg remonte au VIIe siècle.
La commune de Bout-du-Pont-de-Larn a été détachée de celle de Saint-Amans-Valtoret en 1928.

### Héraldique
| Saint-Amans-Valtoret | Son blasonnement est : D'azur à la harpe d'or, accostée en pointe de deux fleurs de lys du même. |

## Politique et administration
| Période                                  | Période  | Identité         | Étiquette | Qualité |
| ---------------------------------------- | -------- | ---------------- | --------- | ------- |
| Les données manquantes sont à compléter. |          |                  |           |         |
| 1977                                     | 1989     | Bernard Cabrol   |           |         |
| mars 2001                                | 2014     | Brigitte Saracco |           |         |
| 2014                                     | En cours | Daniel Peigne    |           |         |

## Économie

### Revenus
En 2018, la commune compte 416 ménages fiscaux, regroupant 846 personnes. La médiane du revenu disponible par unité de consommation est de 20 240 € (20 400 € dans le département).

### Emploi
|                | 2008  | 2013  | 2018  |
| -------------- | ----- | ----- | ----- |
| Commune        | 6,2 % | 7,5 % | 7,4 % |
| Département    | 8,2 % | 9,9 % | 10 %  |
| France entière | 8,3 % | 10 %  | 10 %  |

En 2018, la population âgée de 15 à 64 ans s'élève à 487 personnes, parmi lesquelles on compte 77 % d'actifs (69,6 % ayant un emploi et 7,4 % de chômeurs) et 23 % d'inactifs,. Depuis 2008, le taux de chômage communal (au sens du recensement) des 15-64 ans est inférieur à celui de la France et du département.
La commune fait partie de la couronne de l'aire d'attraction de Mazamet, du fait qu'au moins 15 % des actifs travaillent dans le pôle,. Elle compte 153 emplois en 2018, contre 169 en 2013 et 167 en 2008. Le nombre d'actifs ayant un emploi résidant dans la commune est de 347, soit un indicateur de concentration d'emploi de 44 % et un taux d'activité parmi les 15 ans ou plus de 50,8 %.
Sur ces 347 actifs de 15 ans ou plus ayant un emploi, 79 travaillent dans la commune, soit 23 % des habitants. Pour se rendre au travail, 87,6 % des habitants utilisent un véhicule personnel ou de fonction à quatre roues, 0,9 % les transports en commun, 2,6 % s'y rendent en deux-roues, à vélo ou à pied et 8,9 % n'ont pas besoin de transport (travail au domicile).

### Activités hors agriculture

#### Secteurs d'activités
63 établissements sont implantés  à Saint-Amans-Valtoret au 31 décembre 2019. Le tableau ci-dessous en détaille le nombre par secteur d'activité et compare les ratios avec ceux du département,.
| Secteur d'activité                                                                                        | Commune | Commune | Département |
| Secteur d'activité                                                                                        | Nombre  | %       | %           |
| --- | ------- | ------- | ----------- |
| Ensemble                                                                                                  | 63      |         |             |
| Industrie manufacturière, industries extractives et autres                                                | 21      | 33,3 %  | (13 %)      |
| Construction                                                                                              | 11      | 17,5 %  | (12,5 %)    |
| Commerce de gros et de détail, transports, hébergement et restauration                                    | 12      | 19 %    | (26,7 %)    |
| Activités financières et d'assurance                                                                      | 1       | 1,6 %   | (3,3 %)     |
| Activités immobilières                                                                                    | 2       | 3,2 %   | (4,2 %)     |
| Activités spécialisées, scientifiques et techniques et activités de services administratifs et de soutien | 5       | 7,9 %   | (13,8 %)    |
| Administration publique, enseignement, santé humaine et action sociale                                    | 6       | 9,5 %   | (15,5 %)    |
| Autres activités de services                                                                              | 5       | 7,9 %   | (9 %)       |

Le secteur de l'industrie manufacturière, des industries extractives et autres est prépondérant sur la commune puisqu'il représente 33,3 % du nombre total d'établissements de la commune (21 sur les 63 entreprises implantées  à Saint-Amans-Valtoret), contre 13 % au niveau départemental.

#### Entreprises et commerces
Les quatre entreprises ayant leur siège social sur le territoire communal qui génèrent le plus de chiffre d'affaires en 2020 sont : 
- Societe De Gestion Et D'exploitation Forestiere - Sogef, exploitation forestière (174 k€) ;
- SARL Fior Jean Baptiste, construction de maisons individuelles (128 k€) ;
- Bonnafous, services funéraires (90 k€) ;
- JLB, commerce de gros (commerce interentreprises) non spécialisé (39 k€).

### Agriculture
|               | 1988  | 2000  | 2010  | 2020 |
| ------------- | ----- | ----- | ----- | ---- |
| Exploitations | 41    | 21    | 14    | 8    |
| SAU (ha)      | 1 152 | 1 061 | 1 049 | 829  |

La commune est dans la Montagne Noire, une petite région agricole située dans le sud du département du Tarn. En 2020, l'orientation technico-économique de l'agriculture  sur la commune est l'élevage bovin, orientation mixte lait et viande. Huit exploitations agricoles ayant leur siège dans la commune sont dénombrées lors du recensement agricole de 2020 (41 en 1988). La superficie agricole utilisée est de 829 ha,,.

## Démographie
| 1793  | 1800  | 1806  | 1821  | 1831  | 1836  | 1841  | 1846  | 1851  |
| ----- | ----- | ----- | ----- | ----- | ----- | ----- | ----- | ----- |
| 1 724 | 1 544 | 1 936 | 1 984 | 1 869 | 1 771 | 1 850 | 1 857 | 2 749 |

| 1856  | 1861  | 1866  | 1872  | 1876  | 1881  | 1886  | 1891  | 1896  |
| ----- | ----- | ----- | ----- | ----- | ----- | ----- | ----- | ----- |
| 1 640 | 1 622 | 1 636 | 1 605 | 1 592 | 1 676 | 1 646 | 1 721 | 1 676 |

| 1901  | 1906  | 1911  | 1921  | 1926  | 1931  | 1936  | 1946  | 1954  |
| ----- | ----- | ----- | ----- | ----- | ----- | ----- | ----- | ----- |
| 1 638 | 1 741 | 1 740 | 1 601 | 1 617 | 1 119 | 1 071 | 1 041 | 1 181 |

| 1962  | 1968  | 1975  | 1982 | 1990 | 1999 | 2006 | 2008 | 2013 |
| ----- | ----- | ----- | ---- | ---- | ---- | ---- | ---- | ---- |
| 1 263 | 1 214 | 1 020 | 920  | 985  | 966  | 920  | 907  | 931  |

| 2018 | 2022 | - | - | - | - | - | - | - |
| ---- | ---- | - | - | - | - | - | - | - |
| 883  | 862  | - | - | - | - | - | - | - |

## Culture locale et patrimoine

### Lieux et monuments
- Le Menhir de Roucan est le plus ancien monument de la commune.
- Arboretum de la Planète situé sur les rives du lac des Saints-Peyres.
- Lac des Saints-Peyres.
- Église Saint-Amans de Saint-Amans-Valtoret.
- Temple de l’Église réformée de Saint-Amans-Valtoret.
- Château de Saint-Amans-Valtoret classé aux Monuments historiques. Son portail en plein cintre date du XVIIe siècle.

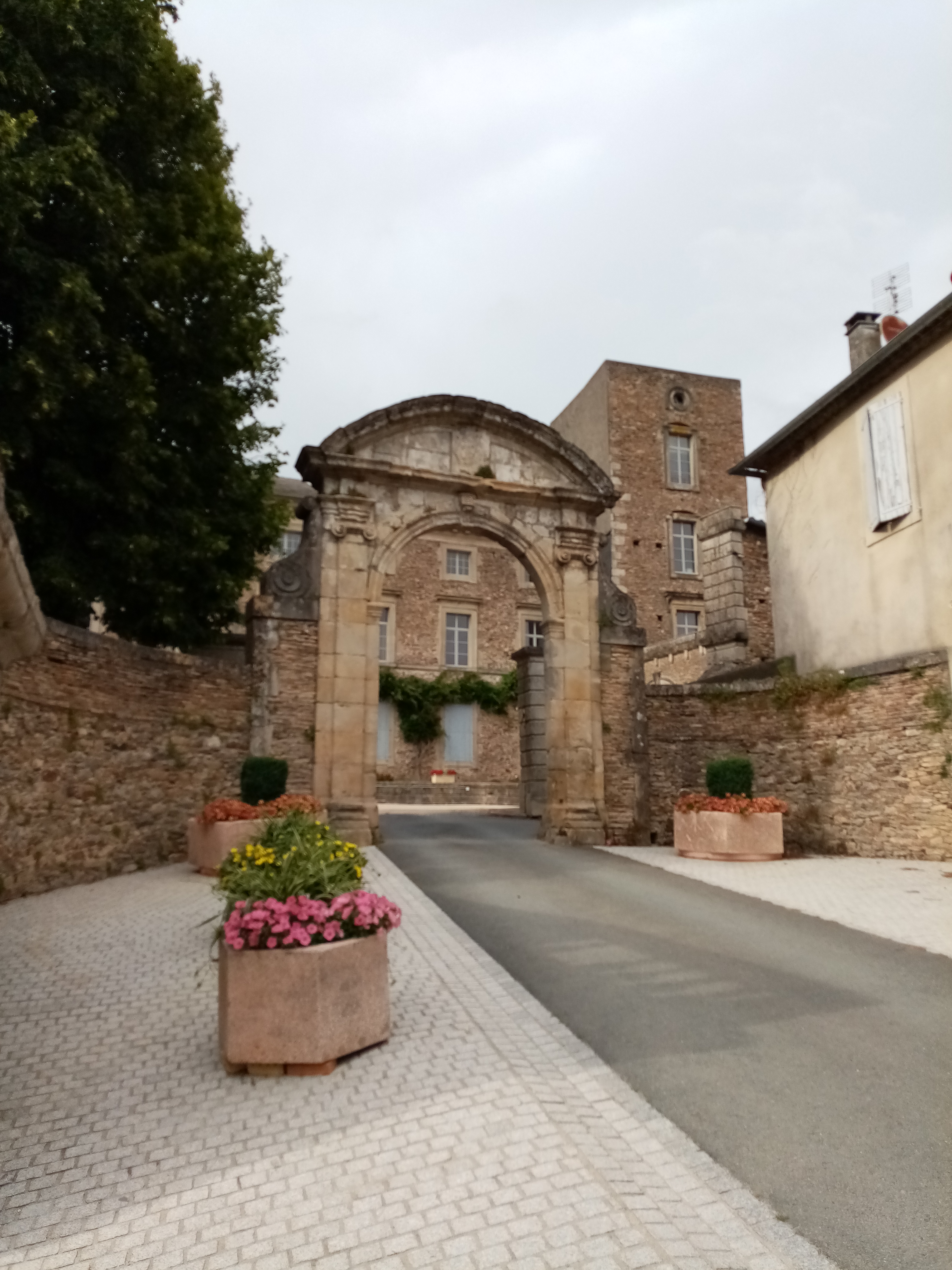
Portique d'entrée du château et du Musée de la tapisserie d'art sacré.

### Musée de la tapisserie d'art sacré
Le nouveau Musée de la tapisserie d'art sacré occupe le château de Saint-Amans-Valtoret. Il possède des tapisseries, de la céramique et de la poterie du Proche-Orient du Néolithique à nos jours.

## Personnalité liée à la commune
- Laurent Cabrol (1947-) : journaliste et écrivain né à Saint-Amans-Valtoret